# Charbonnières (Eure-et-Loir)
Pour les articles homonymes, voir Charbonnières.
Charbonnières est une commune française située dans le département d'Eure-et-Loir en région Centre-Val de Loire.

## Géographie

### Situation

Situation géographique
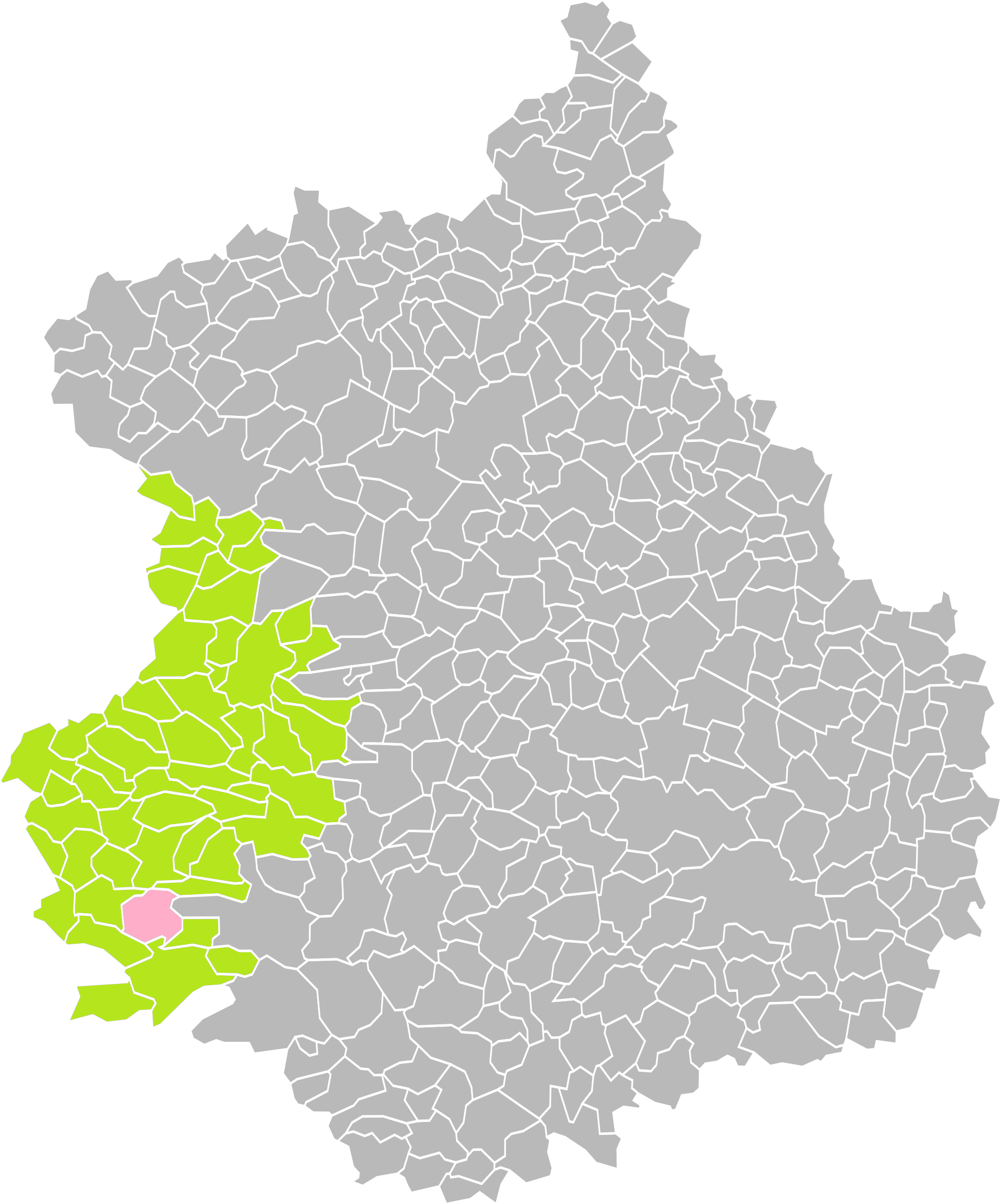
Charbonnières dans son arrondissement.
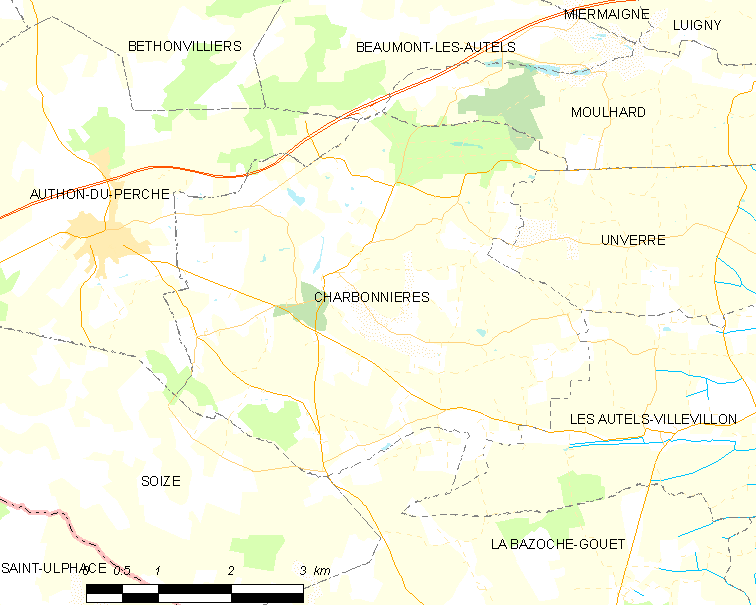
Carte de la commune de Charbonnières.

### Communes limitrophes
|                  | Beaumont-les-Autels | Moulhard               |
| Authon-du-Perche | Charbonnières       | Unverre                |
| Soizé            | La Bazoche-Gouet    | Les Autels-Villevillon |

### Hydrographie
- La commune est traversée par le Sainte-Suzanne, affluent en rive droite de l'Ozanne, sous-affluent de la Loire par le Loir, la Sarthe et la Maine ;
- La commune est également bordée au sud par la Sonnette, affluent en rive droite du Sainte-Suzanne.

### Climat
Pour des articles plus généraux, voir Climat du Centre-Val de Loire et Climat d'Eure-et-Loir.
En 2010, le climat de la commune est de type climat océanique dégradé des plaines du Centre et du Nord, selon une étude du CNRS s'appuyant sur une série de données couvrant la période 1971-2000. En 2020, Météo-France publie une typologie des climats de la France métropolitaine dans laquelle la commune est exposée à un climat océanique altéré et est dans la région climatique  Moyenne vallée de la Loire, caractérisée par une bonne insolation (1 850 h/an) et un été peu pluvieux. 
Pour la période 1971-2000, la température annuelle moyenne est de 10,2 °C, avec une amplitude thermique annuelle de 15,1 °C. Le cumul annuel moyen de précipitations est de 775 mm, avec 11,7 jours de précipitations en janvier et 8,1 jours en juillet. Pour la période 1991-2020, la température moyenne annuelle observée sur la station météorologique de Météo-France la plus proche, sur la commune de Miermaigne à 7 km à vol d'oiseau, est de 11,1 °C et le cumul annuel moyen de précipitations est de 755,3 mm,. Pour l'avenir, les paramètres climatiques de la commune estimés pour 2050 selon différents scénarios d'émission de gaz à effet de serre sont consultables sur un site dédié publié par Météo-France en novembre 2022.

## Urbanisme

### Typologie
Au 1er janvier 2024, Charbonnières est catégorisée commune rurale à habitat très dispersé, selon la nouvelle grille communale de densité à 7 niveaux définie par l'Insee en 2022.
Elle est située hors unité urbaine et hors attraction des villes,.

### Occupation des sols
L'occupation des sols de la commune, telle qu'elle ressort de la base de données européenne d’occupation biophysique des sols Corine Land Cover (CLC), est marquée par l'importance des territoires agricoles (89,9 % en 2018), une proportion identique à celle de 1990 (89,9 %). La répartition détaillée en 2018 est la suivante : 
terres arables (58,6 %), prairies (28,7 %), forêts (10,1 %), zones agricoles hétérogènes (2,6 %). L'évolution de l’occupation des sols de la commune et de ses infrastructures peut être observée sur les différentes représentations cartographiques du territoire : la carte de Cassini (XVIIIe siècle), la carte d'état-major (1820-1866) et les cartes ou photos aériennes de l'IGN pour la période actuelle (1950 à aujourd'hui).

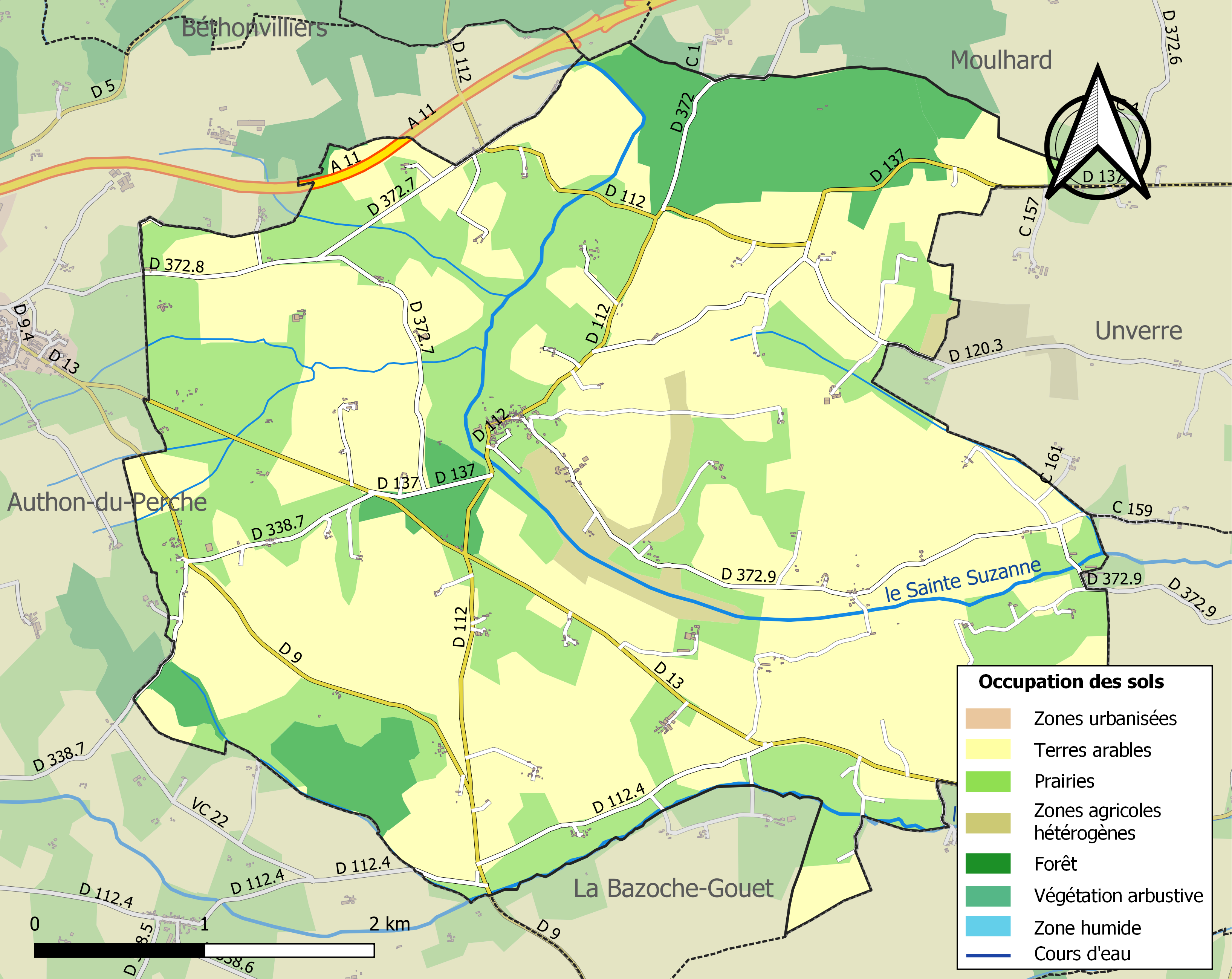
Carte des infrastructures et de l'occupation des sols de la commune en 2018 (CLC).

### Risques majeurs
Le territoire de la commune de Charbonnières est vulnérable à différents aléas naturels : météorologiques (tempête, orage, neige, grand froid, canicule ou sécheresse), inondations, mouvements de terrains et séisme (sismicité très faible). Il est également exposé à un risque technologique, le transport de matières dangereuses. Un site publié par le BRGM permet d'évaluer simplement et rapidement les risques d'un bien localisé soit par son adresse soit par le numéro de sa parcelle.

#### Risques naturels
Certaines parties du territoire communal sont susceptibles d’être affectées par le risque d’inondation par débordement de cours d'eau, notamment la Sonnette et le Sainte-Suzanne. La commune a été reconnue en état de catastrophe naturelle au titre des dommages causés par les inondations et coulées de boue survenues en 1999,.

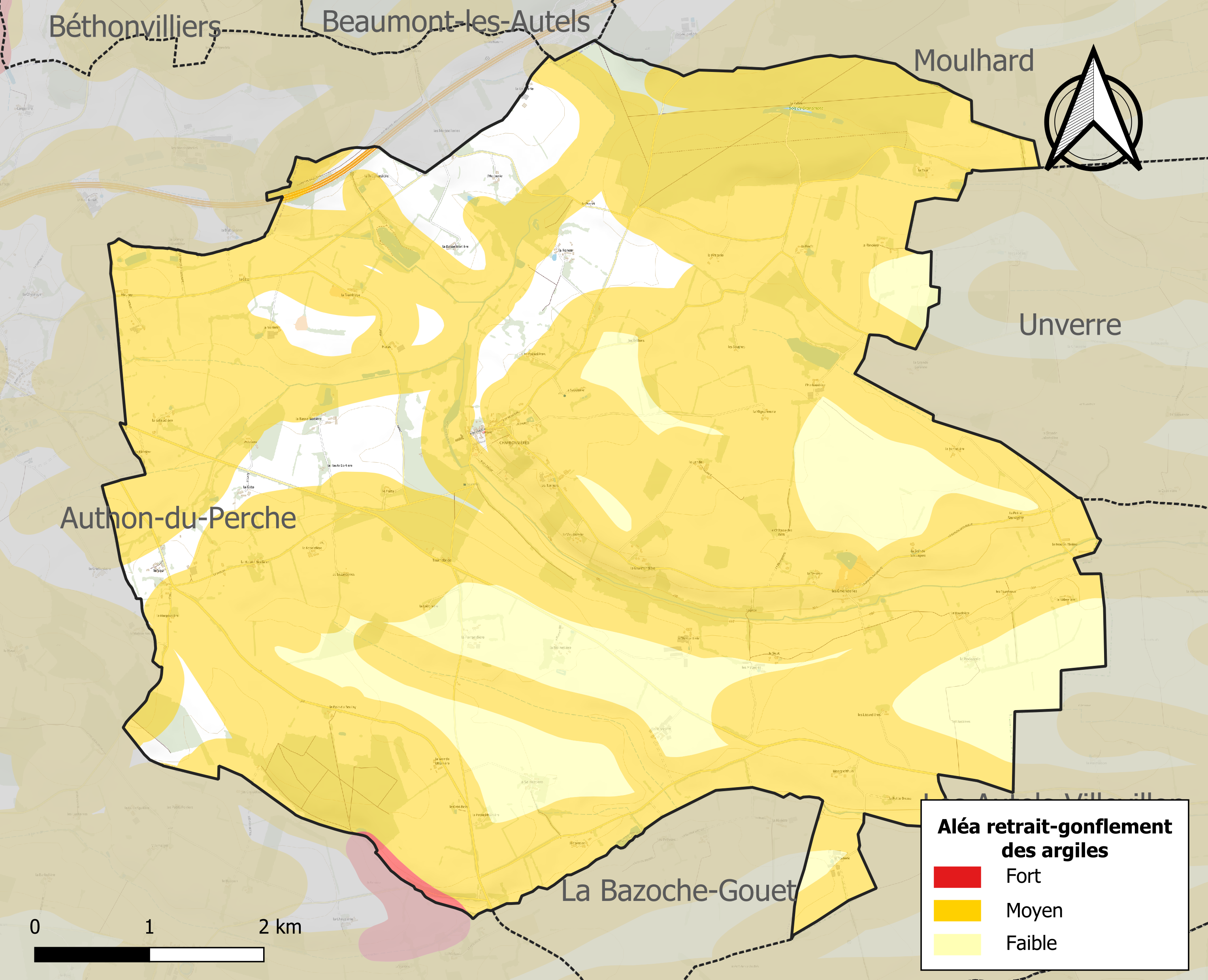
Carte des zones d'aléa retrait-gonflement des sols argileux de Charbonnières.

Les mouvements de terrains susceptibles de se produire sur la commune sont des affaissements et effondrements liés aux cavités souterraines. L'inventaire national des cavités souterraines permet de localiser celles situées sur la commune.
Le retrait-gonflement des sols argileux est susceptible d'engendrer des dommages importants aux bâtiments en cas d’alternance de périodes de sécheresse et de pluie. 76,7 % de la superficie communale est en aléa moyen ou fort (52,8 % au niveau départemental et 48,5 % au niveau national). Sur les 200 bâtiments dénombrés sur la commune en 2019, 141 sont en aléa moyen ou fort, soit 71 %, à comparer aux 70 % au niveau départemental et 54 % au niveau national. Une cartographie de l'exposition du territoire national au retrait gonflement des sols argileux est disponible sur le site du BRGM,.
Concernant les mouvements de terrains, la commune a été reconnue en état de catastrophe naturelle au titre des dommages causés par des mouvements de terrain en 1999.

#### Risques technologiques
Le risque de transport de matières dangereuses sur la commune est lié à sa traversée par des infrastructures routières ou ferroviaires importantes ou la présence d'une canalisation de transport d'hydrocarbures. Un accident se produisant sur de telles infrastructures est en effet susceptible d’avoir des effets graves au bâti ou aux personnes jusqu’à 350 m, selon la nature du matériau transporté. Des dispositions d’urbanisme peuvent être préconisées en conséquence.

## Toponymie
Le nom de la localité est attesté sous la forme Charbonerie vers 1250.
Charbonnières désignait, autrefois, un « endroit où l'on fait du charbon de bois ».

Le nom du village constitue le meilleur témoignage de son histoire. Il est en effet aisé de voir qu'il fut fondé autour d'anciennes charbonnières ou charbonneries. Le terme désignait au Moyen Âge la clairière d'une forêt (que l'on avait parfois défrichée) où des ouvriers fabriquaient du charbon de bois. Celui-ci était utilisé pour le chauffage et l'alimentation en combustible des forges et des fonderies de fer; les cendres servaient à la fabrication du verre ou au lavage des tissus.

## Politique et administration

### Liste des maires
| Période                                  | Période       | Identité      | Étiquette | Qualité              |
| ---------------------------------------- | ------------- | ------------- | --------- | -------------------- |
| Mars 2001                                | Novembre 2007 | Jean Haguet   | SE        |                      |
| Décembre 2007                            | Juillet 2020  | Pierre Boudet | SE        | Agriculteur retraité |
| Juillet 2020                             | En cours      | Marc Aubry    |           |                      |
| Les données manquantes sont à compléter. |               |               |           |                      |

## Population et société

### Démographie
L'évolution du nombre d'habitants est connue à travers les recensements de la population effectués dans la commune depuis 1793. Pour les communes de moins de 10 000 habitants, une enquête de recensement portant sur toute la population est réalisée tous les cinq ans, les populations de référence des années intermédiaires étant quant à elles estimées par interpolation ou extrapolation. Pour la commune, le premier recensement exhaustif entrant dans le cadre du nouveau dispositif a été réalisé en 2008.

En 2022, la commune comptait 259 habitants, en évolution de +1,97 % par rapport à 2016 (Eure-et-Loir : −0,23 %, France hors Mayotte : +2,11 %).
| 1793 | 1800 | 1806 | 1821 | 1831 | 1836 | 1841  | 1846 | 1851 |
| ---- | ---- | ---- | ---- | ---- | ---- | ----- | ---- | ---- |
| 981  | 692  | 871  | 907  | 908  | 922  | 1 020 | 986  | 909  |

| 1856 | 1861 | 1866 | 1872 | 1876 | 1881 | 1886 | 1891 | 1896 |
| ---- | ---- | ---- | ---- | ---- | ---- | ---- | ---- | ---- |
| 872  | 935  | 889  | 845  | 831  | 788  | 796  | 815  | 812  |

| 1901 | 1906 | 1911 | 1921 | 1926 | 1931 | 1936 | 1946 | 1954 |
| ---- | ---- | ---- | ---- | ---- | ---- | ---- | ---- | ---- |
| 808  | 787  | 773  | 702  | 719  | 669  | 588  | 614  | 577  |

| 1962 | 1968 | 1975 | 1982 | 1990 | 1999 | 2006 | 2008 | 2013 |
| ---- | ---- | ---- | ---- | ---- | ---- | ---- | ---- | ---- |
| 514  | 455  | 404  | 311  | 258  | 260  | 257  | 257  | 257  |

| 2018 | 2022 | - | - | - | - | - | - | - |
| ---- | ---- | - | - | - | - | - | - | - |
| 252  | 259  | - | - | - | - | - | - | - |

## Culture locale et patrimoine

### Lieux et monuments

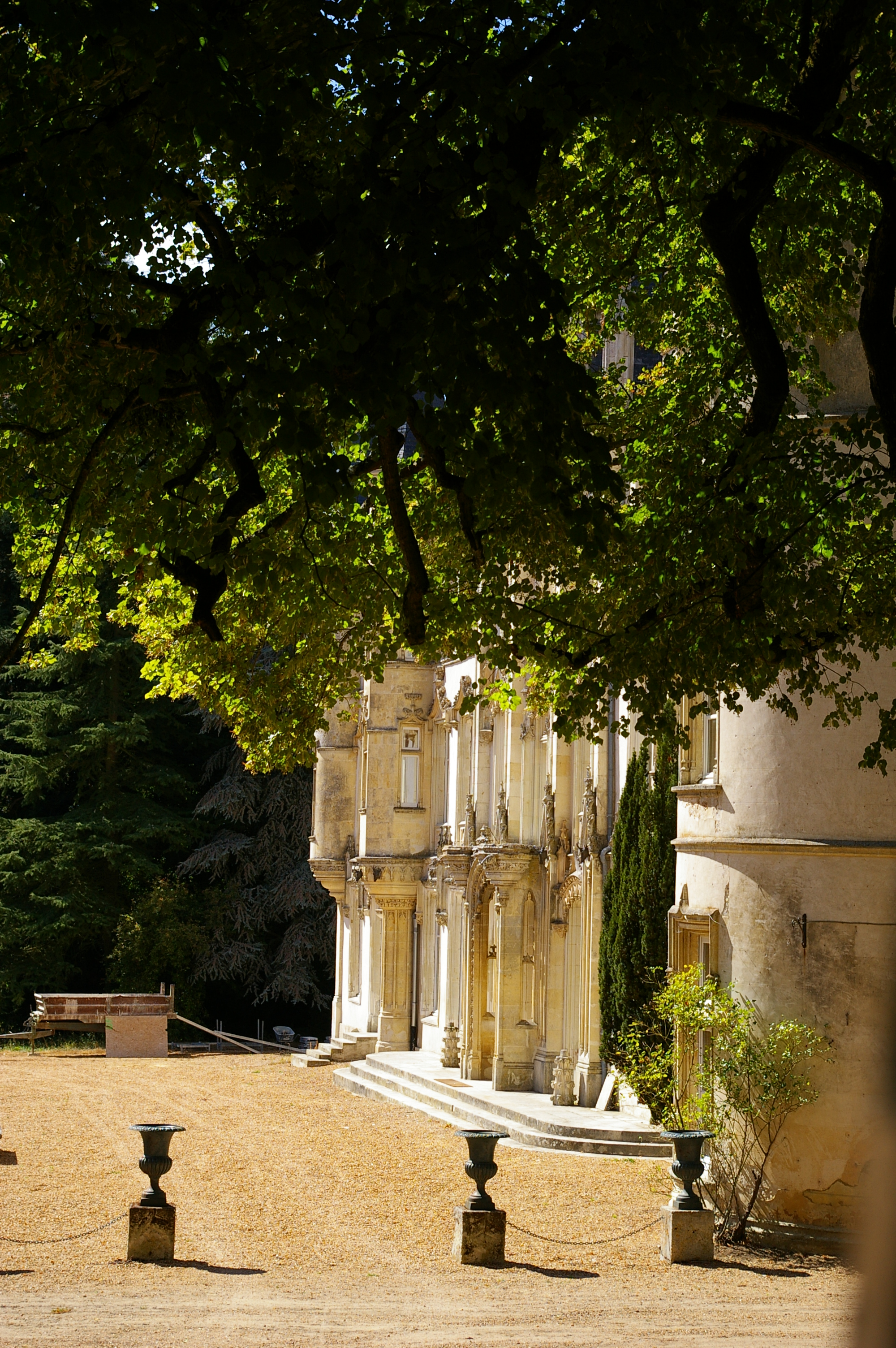
Entrée du château.

- Le château de Charbonnières (en) est la propriété de Jean Guarin en 1472, de Jehan d'Oynville en 1557, d'Antoine et César de Baux en 1600 puis passe dans la famille Lesseville.

Construit sur les bases d'un édifice médiéval aux XVIe et XVIIIe siècles, le comte Auguste de Chamoy lui donne son style néogothique au XIXe siècle. L'édifice développe une surface de 2 000 m2 au sein d'un parc de 30 ha. En 2017, sa valeur est estimée entre 4 et 5 millions d'euros, mais l'enchère finale dépasse seulement 1,2 million d'euros.
- L'église Saint-Jean-Baptiste est financée en 1837 par le comte de Charmoy en remplacement d'une ancienne église démolie, située dans le parc du château[24].

### Personnalités liées à la commune
- Lubin de Chartres, berger devenu évêque, aurait séjourné dans cette commune[27].
- Étienne du Breuil. Sieur de la Herbaudière (1585), fief sis sur la paroisse en limite de celle d'Unverre. Conseiller au parlement de Paris (1573-1574), maître des Requêtes ordinaires de l'Hôtel du Roi (1583-1595), il est insulté par le roi Henri IV qui le traite de "tortu" et de "bossu" en 1596. Il se alors tenait près du Roi tandis que celui-ci s'adressait au Grand Écuyer, et que le roi lui avait demandé de se retirer. Il épouse en 1568 Jehanne de Choursses, veuve de Gallois Le Bailleul. Sœur de Jehan de Sourches (+1609) seigneur de Malicorne (les deux orthographes coexistent[Lesquelles ?]) et futur gouverneur du Poitou, tante du maréchal de France Jean de Beaumanoir (1551+1614), sœur de Catherine de Sourches (+1607) abbesse du Pré au diocèse du Mans qui a sauvé l’œuvre littéraire de son cousin germain Le Baïllif. Étienne du Breuil, logé rue de Bièvre à Paris, possèdera par la suite la seigneurie de La Genevraye (près de Nemours) et enfin celle de La Brosse-Monceaux (au sud-est de Montereau, Seine-et-Marne) alors dénommée Guerchy.[réf. nécessaire]

## Héraldique
| Blason de Charbonnières | Blason  | D'argent à trois chevrons de gueules; sur le tout, d'or à un chêne de sable. |
| Blason de Charbonnières | Détails | Création : JF Binon. Adopté en novembre 2021.                                |